# Frederik af Hohenzollern
Prins Frederik af Hohenzollern-Sigmaringen (tysk (fra 1927): Friedrich Viktor Pius Alexander Leopold Karl Theodor Ferdinand Fürst von Hohenzollern) (født 30. august 1891 Heiligendamm ved Mecklenburg Bugt, død 6. februar 1965 i Krauchenwies syd for Sigmaringen) var overhoved for slægten Hohenzollern-Sigmaringen. 
I 1927–1965 var han titulær fyrste af Hohenzollern. 

## Forfædre
Han var søn af Vilhelm af Hohenzollern.
Frederik af Hohenzollern-Sigmaringen var sønnesøn af Leopold af Hohenzollern-Sigmaringen, der var spansk tronprætendent i 1869–1870.
Han var oldesøn af den preussiske ministerpræsident Karl Anton af Hohenzollern-Sigmaringen, Josephine af Baden, Ferdinand 2. af Portugal, Maria 2. af Portugal, Ferdinand 2. af Begge Sicilier, Max Joseph, hertug i Bayern.
Frederik af Hohenzollern var tipoldesøn af storhertug Karl af Baden, storhertuginde Stéphanie de Beauharnais, kejser Pedro 1. af Brasilien, den brasilianske kejserinde Maria Leopoldina af Østrig, Frans 1. af Begge Sicilier, titulær hertug af Teschen Karl af Østrig (1771–1847), Pius August, hertug i Bayern, kong Maximilian 1. Joseph af Bayern og Karoline af Baden. 

## Søskende
Frederik af Hohenzollern var bror til Augusta Viktoria af Hohenzollern, der giftede sig med eks-konge Emanuel 2. af Portugal. 

## Efterkommere
Frederik af Hohenzollern blev far til Prins Johann Georg af Hohenzollern-Sigmaringen (1932–2016), som giftede med Prinsesse Birgitta af Sverige og Hohenzollern. Prinsesse Birgitta er søster til kong Carl 16. Gustav af Sverige.

## Rumænske slægtninge
Frederik af Hohenzollerns fars farbror Karl blev Rumæniens første konge. Hans egen farbror Ferdinand blev landets anden konge. 
Han var fætter til Carol 2. af Rumænien (1893–1953), der var Rumæniens konge i 1930–1940, og som var far til Mihai 1. af Rumænien (1921–2017). Mihai blev afsat som konge i 1947.
I 1948 meddelte den franske avis Le Figaro, at en talsmand for eks-konge Carol 2. havde sagt, at han gav sin kraftige støtte til, at Frederik af Hohenzollern blev den næste konge af Rumænien. Carol's begrundelse var, at Mihai aldrig ville kunne vende tilbage til Rumæniens trone. 